# Lisenser Fernerkogel
Lisenser Fernerkogl lub Lüsener Fernerkogel – szczyt w Stubaier Alpen. Leży w zachodniej Austrii, w Tyrolu. W pobliżu szczytu leży schronisko Franz Senn Hütte oraz szczyty Rotgratspitze i Lisenser Spitze.
Pierwszego wejścia, w 1836 r., dokonali Karl Thurwieser i Philipp Schöpf.